# Strony widzące
Strony widzące – termin stosowany w redakcji technicznej, DTP i poligrafii na dwie sąsiednie strony wielostronicowej publikacji poligraficznej, które są jednocześnie widoczne, gdy publikacja ta jest otwarta na którejś ze stron. Są to strony lewa i prawa. Generalnie w naszym obszarze kulturowym lewa jest parzysta, tzn. ma parzysty numer strony, prawa zaś jest nieparzysta, aczkolwiek możliwa jest sytuacja odwrotna w szeregu języków, jak np. hebrajski, jidysz, arabski itd.
Strony widzące są typową cechą czasopism oraz książek. Są również naturalną konsekwencją druku dwustronnego. Przeciwieństwem stron widzących są „strony pojedyncze”, które nie doczekały się jakiejś konkretnej nazwy charakterystycznej. Strony pojedyncze występują znacznie rzadziej i tylko w specyficznych sytuacjach. Np. przy drukowaniu na drukarkach komputerowych, gdzie taka forma zadruku jest popularniejsza, oraz w przypadku publikacji o innym charakterze niż składkowym (np. format leporello i inne akcydensy).
Pojęcie stron widzących jest szczególnie istotne przy projektowaniu publikacji wielostronicowych, gdzie wygląd obu sąsiednich stron jednocześnie oglądanych przez czytelnika musi być dopasowany do siebie pod względem szaty graficznej i typograficznej, stąd opcja dotycząca stron widzących jest obecna praktycznie we wszystkich procesorach tekstu oraz programach DTP umożliwiających tworzenie dokumentów wielostronicowych.
Szczególnym przypadkiem stron widzących są dwie środkowe strony publikacji w oprawie zeszytowej, które są automatycznie parą drukarską. Strony takie noszą nazwę rozkładówki.
Różnice pomiędzy stronami widzącymi i pojedynczymi dotyczą również marginesów bocznych. W stronach widzących, każda z nich ma margines zewnętrzny (od lica) i wewnętrzny (od grzbietu), a leżą one w odwrotnej kolejności w zależności czy jest to strona lewa, czy prawa. Strony pojedyncze mają zawsze margines lewy i prawy niezależnie od numeru strony.